# Muhlenbergia
Muhlenbergia  Schreb. é um género botânico pertencente à família Poaceae.

## Sinônimos
- Acroxis Steud. (SUI)
- Anthipsimus Raf.
- Bealia Scribn.
- Calycodon Nutt.
- Chaboissaea E.Fourn.
- Cleomena Roem. & Schult. (SUO)
- Clomena P.Beauv.
- Crypsinna E.Fourn.
- Dactylogramma Link
- Dilepyrum Michx.
- Epicampes C.Presl
- Lepyroxis E.Fourn. (SUI)